# Переат
„Переат” је југословенски кратки филм из 1983. године. Режирао га је Милош Павловић а сценарио су написали Биљана Максић и Милош Павловић.

## Улоге
| Глумац              | Улога |
| ------------------- | ----- |
| Мирко Бабић         |       |
| Иван Клеменц        |       |
| Данило Лазовић      |       |
| Мирољуб Лешо        |       |
| Оливера Марковић    |       |
| Предраг Милетић     |       |
| Ана Миловановић     |       |
| Драган Николић      |       |
| Љубомир Тодоровић   |       |
| Миња Вујовић        |       |
| Миленко Заблаћански |       |